# Gerard Bourgonjon
Gerardus Prosper David Bourgonjon (Gent, 13 september 1871 – Loon op Zand, 12 december 1963) was een Belgisch beeldhouwer, werkzaam in Nederland.

## Leven en werk
Gerard of Gérard Bourgonjon was een zoon van de beeldhouwer Louis Bourgonjon (1835-1925) en modemaakster Theonia Roeland (1844-1926). Het gezin verhuisde van België naar Nederland, toen vader in 1883 docent werd aan de kunstnijverheidsschool Quellinus in Amsterdam. Gerard Bourgonjon werd ook opgeleid aan deze school en kreeg les van zijn vader en Bart van Hove (1886-1890). Hij vervolgde zijn opleiding in Leuven bij Frantz Vermeylen en aan de tekenacademie bij Gerard Vander Linden. In 1895-1896 was hij werkzaam in bij het atelier Cuypers & Co. in Roermond. Bourgonjon trok naar Lille en Parijs, waar hij opnieuw lessen volgde en werkzaam was bij diverse ateliers.
In 1898 vestigde Bourgonjon zich weer in Amsterdam. Hij assisteerde zijn leermeester Van Hove bij een aantal werken, waaronder het standbeeld van Ferdinand Hamer en het standbeeld van Jan Pieter Minckelers. Hij was daarnaast hospitant op de Rijksnormaalschool voor Tekenonderwijzers bij Willem Retera. Als zelfstandig beeldhouwer maakte hij onder meer portretten, figuren, reliëfs en het grafmonument van zijn ouders. Bourgonjon was in 1919 betrokken bij de oprichting van de kunstkring Het Zuiden, waarvan zijn zwager Hendrik Moller de eerste voorzitter was. Van 1919 tot 1936 was Bourgonjon docent decoratief boetseren aan de academie voor beeldende en technische vakken van de Katholieke Leergangen in Tilburg. Hij gaf les aan onder anderen Toon Hendrickx, Jacques van Poppel en Niel Steenbergen..
In 1960 vestigde Bourgonjon zich in Loon op Zand, waar hij een aantal jaren later op 92-jarige leeftijd overleed.

## Werken (selectie)
- 1903 beeldhouwwerk voor de villa van Herman van Heek, Enschede
- restauratiewerkzaamheden aan de Sint-Janskerk (Gouda)
- 1905 plaquette van Coenraad Jacob Temminck, Rijksmuseum van Natuurlijke Historie, Leiden
- 1908 grafmonument van Juliette de Vries, Paramaribo
- 1911-1914 ornamenteel beeldhouwwerk aan het Engelenbergziekenhuis in Kampen
- 1925 grafmonument van de familie Bourgonjon-Roeland, Tilburg
- ca. 1940 grafmonument van de familie Moller-Bourgonjon, Tilburg

- Biografisch Portaal: 86031792
- RKD-Nederlands Instituut voor Kunstgeschiedenis: 11530